# زبان مایتهیلی
زبان مایتهیلی (मैथिली, 𑒧𑒻𑒟𑒱𑒪𑒲, Maithilī) زبان ساکنان دو منطقهٔ مایتهیلای نپال و مایتهیلای هندوستان می‌باشد. این دو منطقه در برگیرندهٔ بخش‌هایی از ایالت‌های بیهار، جارکند و بنگال غربی در هند و جنوب خاوری نپال می‌باشد. در نپال، میتهیلی دومین زبان پرگویشور می‌باشد.
مایتهیلی یک زبان هندوآریایی است و در شاخهٔ خاوری این زبان‌ها جای‌دارد. نام این زبان از نام میتهیلا که یک سرزمین باستانی بوده مشتق شده‌است. همچنین میتهیلی یکی از نام‌های سیتا -چهرهٔ سرشناس اسطوره‌های هندو- است.